# Beatrice Seear, Baroness Seear
Beatrice Nancy Seear, Baroness Seear PC (* 7. August 1913; † 23. April 1997) war eine britische Hochschullehrerin, Expertin für Personalwesen, Persönlichkeit der Frauenbewegung sowie Politikerin der Liberal Party und später der Liberal Democrats, die zwischen 1950 und 1970 bei sieben Unterhauswahlen ohne Erfolg für ein Abgeordnetenmandat im House of Commons kandidiert hatte und 1971 aufgrund des Life Peerages Act 1958 als Life Peeress Mitglied des House of Lords wurde.

## Leben

### Hochschullehrerin und erfolglose Unterhauskandidaturen
Nach dem Besuch der Croydon High School absolvierte Beatrice Seear ein Studium am Newnham College der University of Cambridge sowie der London School of Economics and Political Science und war nach Abschluss des Stiums zwischen 1936 und 1946 Personalmanagerin bei C & J Clark Ltd. Daneben arbeitete sie während des Zweiten Weltkrieges von 1943 bis 1945 als Teilzeitkraft in der Behörde für Produktionseffizienz des Ministeriums für Flugzeugproduktion (Ministry of Aircraft Production).
Nach Kriegsende wurde sie 1946 zunächst Lehrerin und dann Reader für Personalmanagement an der London School of Economics and Political Science, an der sie bis 1978 lehrte.
Daneben begann sie 1950 ihre politische Laufbahn bei der Liberal Party und kandidierte bei den Unterhauswahlen am 23. Februar 1950 sowie am 25. Oktober 1951 im Wahlkreis Hornchurch erstmals erfolglos für ein Abgeordnetenmandat im House of Commons. Auch ihre Kandidaturen im Wahlkreis Truro bei den Unterhauswahlen am 26. Mai 1955 und am 8. Oktober 1959 waren ebenso erfolglos wie bei den Wahlen am 15. Oktober 1964 im Wahlkreis Epping.
Beatrice Seear, die zwischen 1964 und 1965 Präsidentin der Liberal Party war, kandidierte bei den Unterhauswahlen am 31. März 1966 im Wahlkreis Rochdale sowie zuletzt bei den Unterhauswahlen am 18. Juni 1970 im Wahlkreis Wakefield ohne Erfolg für ein Abgeordnetenmandat im House of Commons.

### Oberhausmitglied
Beatrice Seear, die zwischen 1970 und 1985 Präsidentin der Fawcett Society war, die sich für Frauenrechte einsetzt, wurde durch ein Letters Patent vom 18. Mai 1971 als Life Peeress mit dem Titel Baroness Seear, of Paddington in the City of Westminster, in den Adelsstand erhoben und gehörte damit bis zu ihrem Tod dem House of Lords als Mitglied an.
In der Folgezeit nahm sie zahlreiche Ämter und Funktionen in wissenschaftlichen und gesellschaftlichen Organisationen wahr und war unter anderem zwischen 1971 und 1984 Präsidentin der Behörde zur Überprüfung der Spitzenverdienste (Top Salaries Review Board) und zugleich Mitglied des Rates der Industrial Society. Darüber hinaus fungierte sie von 1974 bis 1977 als Präsident des Instituts für Standardisierung (British Standard Institute). Weiterhin engagierte sie sich 1974 als Präsident der Frauenföderation der Liberalen Party (Women's Liberal Foundation) und gehörte daneben von 1975 bis 1976 der vom Hansard eingesetzten Sozialkommission für Wahlrechtsreformen an.
Baroness Seear, die zwischen 1977 und 1979 Präsidentin des Instituts für Personalmanagement war, wirkte zwischen 1980 und 1987 als Gastprofessorin für Personalmanagement an der City University London.
Im House of Lords war Baroness Seear, die 1985 Mitglied des Privy Council wurde, von 1984 bis 1988 zunächst Vorsitzende der Fraktion der Liberal Party (Leader of the Liberal Party) sowie danach von 1988 bis zu ihrem Tod als Deputy Leader of the Liberal Democrats stellvertretende Vorsitzende der Fraktion ihrer Partei.

## Veröffentlichungen
- A career for women in industry, Oliver and Boyd, Edinburgh, 1964
- Policies for incomes, Liberal Publication Department, London, 1967
- Training: the fulcrum of change, British Association for Commercial and Industrial Education, London, 1976
- Interdependence and survival: population policies and environmental control, Wyndham Place Trust, London, 1976
- Women in the penal system. Report for the Howard League for Penal Reform, 1986
- Education: a quantum leap?, Hebden Royd Publications, Hebden Bridge, 1988